# دار الباسطية (مكة)
دار الباسطية هي منشأة تعليمية أسسها القاضي عبدالباسط بعد شراء بنايتها عام 834 للهجرة، تقع في شمال المسجد الحرام وتلاصقه عند باب العجلة ذات الرواشين المطلة على رواق الحرم.
باعها بعض أشراف مكة وهم أولاد راجح ابن أبي نمي على القاضي عبدالباسط فأعاد ترميمها ما بين عامي 834 و836 للهجرة بعد مائة وثلاثين سنة من تشييد البناية وجعلها وقفًا على أئمة مقام الحنفي. ومن طلابها مفتي الحجاز والقاضي جمال الدين أبو السعادات بن ظهيرة ومن بعده عمر بن محمد بن علي الشافعي عام 842هـ ثم محمد بن علي اليمني الشافعي وتبعه محمد بن محمد السراج الحسني البخاري الحنفي حتى توفي عام 895هـ.
وقد ذكر الغازي تهالك بناية المدرسة نتيجة لتفجر بارود بدخلها لتصبح لاحقًا تحت ملكية الشريفة سعدية بنت سعد بن زيد.

## انظر
- التعليم في السعودية
- منطقة مكة
- مدرسة ابن مصيبيح التاريخية